# Беллино
Беллино (итал. Bellino) — коммуна в Италии, располагается в регионе Пьемонт, в провинции Кунео.
Население составляет 158 человек (2008 г.), плотность населения составляет 3 чел./км². Занимает площадь 61 км². Почтовый индекс — 12020. Телефонный код — 0175.
Покровителем коммуны почитается святой апостол Иаков Старший, празднование 25 июля.

## Демография
Динамика населения:

## Администрация коммуны
- Официальный сайт: http://www.comune.bellino.cn.it/